# Radamaea latifolia
Radamaea latifolia là loài thực vật có hoa thuộc họ Cỏ chổi. Loài này được Bonati miêu tả khoa học đầu tiên năm 1926.